# Ulkebøl Skole
Ulkebøl Skole er en folkeskole i Sønderborg. Skolen har ca. 800 elever fra børnehaveklasse(0. klasse) til 9. klasse. Der er en SFO, klub og ungdomsskole tilbud på skolen.
Skolen er afdelingsopdelt i tre trin: 
- Indskoling: 0. - 3. klasse 
- Mellemtrin: 4. - 6. klasse 
- Overbygning: 7. - 9. klasse
Ulkebøl Skole underviser i engelsk fra og med 1. klasse, og der undervises i tysk fra og med 0. klasse.
Skolens leder er Elin Lei Bergmann og vicelederen er Marianne Østergaard. Formanden for skolebestyrelsen er Preben Albrecht.